# 868年
| 千纪： | 1千纪                                                                                           |
| 世纪： | 8世纪 \| 9世纪 \| 10世纪                                                                        |
| 年代： | 830年代 \| 840年代 \| 850年代 \| 860年代 \| 870年代 \| 880年代 \| 890年代                       |
| 年份： | 863年 \| 864年 \| 865年 \| 866年 \| 867年 \| 868年 \| 869年 \| 870年 \| 871年 \| 872年 \| 873年 |
| 纪年： | 戊子年（鼠年）；唐咸通九年；南詔建極九年；日本貞觀十年                                          |

## 大事记
- 木印《金刚经》，為現存最早的雕版印刷。
- 龐勛之變，又稱桂林戍卒起義，龐勛在桂州（今廣西桂林市）領導駐軍作亂，翌年被平定。
- 突厥人艾哈邁德·伊本·突倫在埃及、敘利亞一帶割據，建立突倫王朝，與阿拔斯王朝分庭抗禮，直到905年被剿滅。

## 出生
- 穆罕默德·馬赫迪·蒙塔扎爾，伊斯蘭教什葉派主流派別十二伊瑪目派尊奉的第十二任、也是最後一任伊瑪目。